# SN 1054
SN 1054は、1054年 7月10日頃 （OS 7 月4日頃）に初めて観測され、1056年 4月12日頃 （OS 4月6日頃）まで観測されていた超新星である。
この出来事は当時の中国の天文学に記録されており、後世（13世紀）の日本の文献やイスラム世界の文献にも言及がある。さらに、15世紀に記録されたヨーロッパの文献からも多数の言及がされており、米国ニューメキシコ州のペニャスコ・ブランコ遺跡付近で発見された先祖プエブロ文化に関連する象形文字にも言及がある。米国中西部のカホキアにあるピラミッドは、空に現れた超新星に対応して建てられた可能性がある。
SN 1054の残骸は、爆発中に放出された破片で構成されており、かに星雲として知られている。かに星雲はゼータ・タウリ（ζ Tauri）の近くの空にあり、爆発した星の中心核は、かにパルサー（またはPSR B0531+21）と呼ばれるパルサーを形成している。この星雲とそこに含まれるパルサーは太陽系外で最も研究されている天体の1つであり、爆発の日付がわかっている数少ない銀河系超新星の1つである上、見かけの等級も-6と明るいため、SN 1054は天文学史上最もよく知られている超新星の1つとなっている。
かに星雲はその明るさのおかげでアマチュア天文学者にも簡単に観測でき、その真の性質が理解され特定されるずっと前からプロの天文学者によって存在が知られていた。フランスの天文学者シャルル・メシエは、1758年にハレー彗星の再来を観測していたとき、この星雲の存在を知らなかったため、この星雲を彗星と混同した。この間違いをきっかけに、彼は将来同じような間違いを避けるために、彗星以外の星雲状天体のカタログであるメシエカタログを作成した。この星雲は最初のメシエ天体、つまりM1としてメシエカタログに記載されている。

## 超新星の特定
1921年、カール・オットー・ランプランドは、かに星雲の構造の変化を観測したと初めて発表した。当時は、空の星雲の性質は全く分かっていなかったので、その発表は議論の対象だった。ランプランドの発表の意味するところは『そのような天体の変化を観測することで、その空間的広がりが小さいか大きいかを判定することができる。つまり、私たちの天の川銀河のように広大な天体の顕著な変動は、数年といった短い期間では観測できないが、そのような大きな変化は天体の大きさが直径数光年を超えない場合に起こり得る』ということである。ランプランドのコメントは、数週間後にウィルソン山天文台の天文学者ジョン・チャールズ・ダンカンによって確認された。彼は、1909年以来変わっていない装置と乳剤で撮影された写真材料を駆使して研究した。その結果、古い星雲の写真との比較は容易で、雲の全体的な拡大が強調された。点は中心から遠ざかっており、中心から離れるにつれてその速度は速くなっていった。
同じく1921年、クヌート・ルンドマルクは西洋で知られている中国の年代記に出てくる「客星」に関するデータをまとめた。彼は、 19世紀半ばにジャン＝バティスト・ビオが初めて天文学の観点から研究した『文献通考』など、さまざまな資料を分析した研究結果を基にした。ルンドマルクは、60個の疑わしい「新星」のリストを作成したが、当時「新星」は恒星の爆発の総称として使われており、現在では新星と超新星という2つの異なる現象として理解されているもの両方をリストに記載している。
1928年、エドウィン・ハッブルは、かに星雲の大きさがどんどん大きくなっている様子から、それが恒星の爆発の跡である可能性を指摘した。ハッブルは、大きさの変化の速さから、その原因となった爆発は9世紀前に起こったものと推測し、その爆発の日付はルンドマルクが作成した新星のリスト中に含まれていることに気づいた。ハッブルはまた、おうし座 (この星雲がある場所) の領域で起こり得る唯一の新星は、1054年の新星であると推定されることに注目した。したがってハッブルは、この雲が中国の天文学者によって観測された爆発の残骸であると正しく推測した。
ハッブルの主張は、星の爆発という物理的現象が当時は知られていなかったため、世に広く知られることはなかった。11年後、超新星が非常に明るい現象であるという事実がウォルター・バーデとフリッツ・ツビッキーによって明らかにされ、ツビッキーによってその性質が示唆されると、 ニコラス・メイオールは、分光法によって測定された雲の膨張速度に基づいて、かに星雲は実際には超新星であると提唱し 、その距離を5000光年と推定した。これは、視線に沿った方向と視線に垂直な方向の膨張速度が同じであるという仮定のもとに行われた。 1934年に星の明るさに関する言及に基づいて、彼はそれが新星ではなく超新星であると推論し、1939年にメイオールとオールトは共同で最初の結論に達した。
この推論はその後改良され、1942年にメイオールとヤン・オールトは客星に関する歴史的記録をより詳細に分析することになった（以下の§ 観測記録を参照）。全体的にも相互的にも一致したこれらの新しい記録は、メイオールとオールトの最初の結論を裏付けるものであり、1054年の客星の特定はあらゆる合理的な疑いの余地なく確立された。他のほとんどの歴史的超新星は、これほど決定的に確認されていない。最初の千年紀の超新星（SN 185、SN 386、SN 393）は、それぞれ単一の文書に基づいて確立されているため、確認することができない。1054年の超新星の後に起こったとされる歴史的超新星SN 1181に関しては、提案された残骸（ 3C58）と1000年未満の年齢の天体に関して疑問がある。しかし、望遠鏡の発明以前に記録されている他の歴史的な超新星（SN 1006、SN 1572、SN 1604）は確実に存在が証明されている。望遠鏡時代の超新星は、観測されればその残骸と完全に関連づけられるのは当然だが、天の川銀河内ではそのような超新星は知られていない。

## 観測記録

### 中国

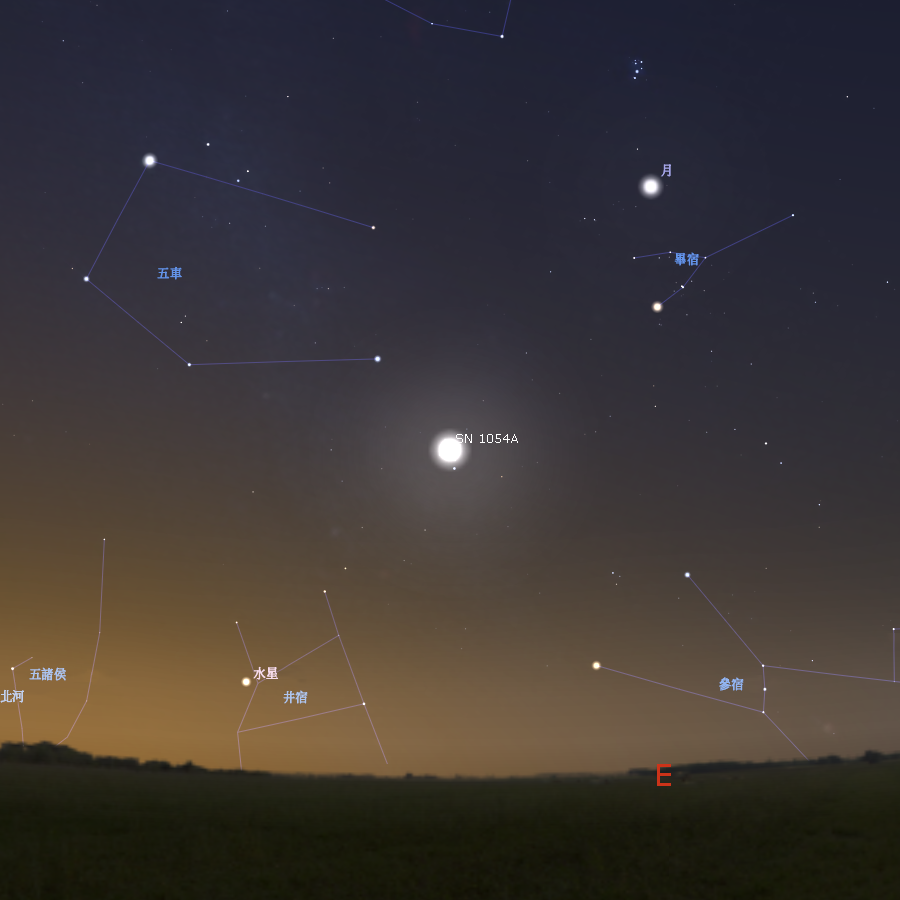
（参考）SN 1054 のイメージ（"Stellarium" による）。中国の記録に基づき、北宋の首都開封におけるユリウス暦1054年7月4日午前4時半（『明月記』の記録とは時期が異なる）の空を描画。

中国の歴史書『宋史』（宋王朝についての正史。元代の1345年完成）には、「客星」（突然現れた明るい星）に関する以下の記述がある。
すなわち、北宋・仁宗の治世である至和元年五月己丑（ユリウス暦1054年7月4日）、天関星（おうし座ζ星）付近に「客星」が現れ、2年近く経過した嘉祐元年三月辛未（1056年4月5日）に至って見えなくなったとある。南宋の歴史家李燾による『続資治通鑑長編』（1184年完成）の巻百七十六にも同種の記述がある。
宋代に編纂された会要『宋会要』巻五十二には以下の記述がある。
これによれば、至和元年五月に現れた「客星」は金星のように明るく、昼間でも23日間にわたって観測できたという。

### 日本
藤原定家の日記『明月記』には、陰陽師が報告した過去の「客星」出現事例の一つとして、以下が挙げられている。
午前2時頃に、觜・参の星宿（おおむね現在のオリオン座にあたる）と同じ赤経にあたる、天関星（おうし座ζ星）付近に出現したとするもので、木星のように輝いていたというものである。ただし、時期については曖昧であり、旧暦四月中旬（1054年5月20-29日）ではおうし座が太陽方向にあたって超新星が観測できないため、「五月中旬」（1054年6月19-28日）の誤りであろうと考えられる。
また著者不詳の『一代要記』にも記録が残っている。

### 中東
SN 1054 の超新星爆発は世界中で見えたはずであるが、上述の日本と中国の文献のほかには、これを目撃したことを伝える文献資料が長らく見つからなかった。しかし、1934年の的場による日本の天文古記録の紹介から40年以上が経ってから、MITの天文史学者ブレッチャーらが、11世紀バグダード出身のネストリウス派キリスト教徒の医師で占星術師のイブン・ブトラーンのアラビア語の著作の中に SN 1054 の目撃記録と思しき記載があることを発見した。
イブン・ブトラーンによると、ヒジュラ暦446年（西暦換算すると1054年4月12日～1055年4月1日）のこと、彼がフスタートからコンスタンティノープルへの旅路の途中、ちょうど土星が巨蟹宮に入っているときに、輝く星が双児宮に現れているのを目撃したという。同年秋にコンスタンティノープルでは悲惨な疫病の流行の結果、埋葬地が足りなくなるほど病死者が出ており、イブン・ブトラーンは目撃した天文現象と疫病との間に何らかの関係があると考えた。
ブレッチャーらは、以上の記録に書かれている時間的情報と位置的情報（かに星雲はふたご座に近い）に基づくとイブン・ブトラーンの目撃した天文現象が SN 1054 を指していると結論した。なお、イブン・ブトラーンの著作の全体は散逸してしまい、一部が14世紀ダマスクスの医師イブン・アビー・ウサイビアの著作に引用されるかたちで残っているにすぎない。1978年に論文発表されたブレッチャーらの発見は、当時、日本と中国以外の地域で観測されたことが確実視される、SN 1054 の記録ということになる。
歴史学者の清水宏祐は、肉眼で見えた SN 1054 が、1055年のトゥグリル・ベグのバグダード入城という、東方イスラーム世界にとっては大きな社会変動に対する「不思議な前兆」として捉えられた可能性を示唆する。なお、上述のイブン・ブトラーンは、自分の目撃した天文現象を、al-kawkab al-atari というアラビア語で記述している。これは「気象上の星」というような意味であり、当時の知識人イブン・ブトラーンが SN 1054 を、アリストテレスの宇宙構造論上、万古不変と観念された天上界で起きた現象ではなく、流々転変する月下界で起きた現象であると考えていたことを示す。

### アメリカ大陸
1000年頃にアメリカ・インディアン（ミンブレス族やアナサジ族）によって描かれたアリゾナの壁画に残されている星の画を、この超新星とする説もある。一方で、この画は部族が用いるシンボルマークにすぎないという反対意見もある。

## その他
『明月記』の記録を含む日本の「客星」記録は、アマチュア天文家である射場保昭の寄稿によって1934年『ポピュラー・アストロノミー』に掲載された。当時はかに星雲の起源が研究者の関心を集めており、時機を得ていた射場の論文は欧米の天文学者に注目された。
この天体からのX線が、アメリカ海軍調査研究所 (Naval Research Laboratory) で開発されたX線探査機を積んだエアロビー (Aerobee) 型の高高度ロケットで、1963年4月に検出された。このX線源は、おうし座X-1と名づけられた。かに星雲からX線の形で放出されるエネルギーは、可視光として放出されるエネルギーの約100倍になる。
1968年11月9日に、脈動する電波源かにパルサーが、プエルトリコにあるアレシボ天文台の300m電波望遠鏡の天文学者によってM1の中に発見された。このパルサーは、1秒間に30回転している。